# 兴庆区
興慶區，即原城區或老城，是中華人民共和國寧夏回族自治區銀川市轄下的一個市辖区，因西夏时期的兴庆府而得名。面積共757.6平方公里，人口約81萬人。區人民政府駐北京東路471號。

## 簡介
銀川市興慶區，是該自治區的首府銀川市的政經、科技、文教、金融和商務中心，為寧夏首府的首府。該區如大多宁夏北部城市宁夏本地人居多、本地人与回回杂居，回族人口約有8.5萬。另外，該區區政府駐於北京東路，郵政編碼則為750004。

## 人口
根據第七次人口普查數據，截至2020年11月1日零時，興慶區常住人口為808282人。

## 行政区划
兴庆区下辖11个街道办事处、2个镇、2个乡：
凤凰北街街道、解放西街街道、文化街街道、富宁街街道、新华街街道、玉皇阁北街街道、前进街街道、中山南街街道、银古路街道、胜利街街道、丽景街街道、掌政镇、大新镇、通贵乡和月牙湖乡。